# Radisson Blu Hotel Hamburg
Koordinaten: 53° 33′ 42″ N, 9° 59′ 13″ O

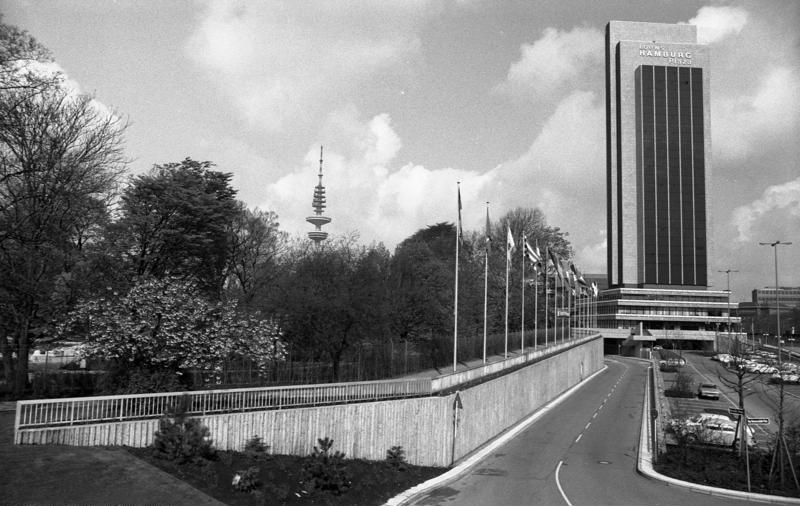
Loew’s Hamburg Plaza 1973 mit den Zufahrten zu den unterirdischen Parkgaragen.

Das Radisson Blu Hotel in Hamburg ist ein Hotel, das zur Hotelkette Radisson Blu gehört. Es liegt zusammen mit dem Congress Center Hamburg (CCH) in unmittelbarer Nähe zum Dammtor-Bahnhof direkt am Rande des Parks Planten un Blomen. Mit einer Höhe von 108 Metern ist es das höchste Hotel der Stadt. Es hat insgesamt 32 Etagen, von denen 27 bewohnbar sind und 556 Zimmer beinhalten.
In Hamburg gibt es zudem das Radisson Blu Hotel, Hamburg Airport.

## Geschichte
Von 1970 bis 1973 wurde das Gebäude von dem damaligen Eigentümer und Bauherrn Neue Heimat, der dem Deutschen Gewerkschaftsbund (DGB) gehörte, für die Vereinigten Hotel Holding GmbH nach Plänen der Architekten Jost Schramm und Gert Pempelfort errichtet. Bei seiner Eröffnung trug es den Namen Hotel Loew’s Hamburg Plaza. In der Folge firmierte es als CP Hotels Hamburg Plaza. Nach dem Erwerb im November 1988 durch die SAS Group wurde der Name dann in SAS Hamburg Plaza geändert, später in Radisson SAS. Heutiger Betreiber des 2009 in Radisson Blu umbenannten Hauses ist die Hotelkette Rezidor Hotel Group, der Besitzer des Areals ist die Azure Property Ltd. mit Sitz in London. Im November 2009 übernahm die Invesco Ltd., ein in Hamilton auf den Bermudas eingetragenes Investmentunternehmen mit Hauptsitz in Atlanta, Georgia, die Hotelimmobilie für 155 Millionen Euro.

## Gestaltung
Die vier Sockelgeschosse des Hotels schließen an das CCH an und setzen seine horizontale Gliederung fort. In ihnen sind alle Publikumsräume, Restaurants und Ballsäle, Küchen- und Wirtschaftsräume sowie ein Wellnessbereich untergebracht. In den Konferenzräumen des Hotels können eigene Kongresse abgehalten werden. Auch an Besucher der Hamburg Messe wurde gedacht, sie können trockenen Fußes durch einen überdachten Arkadenweg das Messegelände erreichen.
Über der Südostseite erhebt sich in vertikaler Gliederung das Bettenhochhaus aus sieben gegeneinander verschobenen Segmenten.

## Renovierung
Eine grundlegende Sanierung fand von Oktober 2008 bis zur Neueröffnung am 24. September 2009 statt. Dabei wurde eine neue Natursteinfassade montiert, die aber wegen des Denkmalschutzes den Gesamteindruck des Hotels nur wenig verändern sollte. Federführend in der Projektleitung des Gesamtumbaus  war von 2008 bis 2010 Wolfgang Wagner, welcher in der Position des Vice President Technische Entwicklung für Rezidor eigens von der Eigentümergesellschaft AZURE London angefordert wurde.  Im Inneren gestaltete der schwedische Architekt Christian Lundwall alle öffentlichen Bereiche und die Zimmer um. Dabei verwendete er unter anderem Möbel aus dem ersten Hotel der Kette, dem 1960 eröffneten SAS Royal Hotel in Kopenhagen. In einer der zwei Lobbys stehen die Sessel „Ei“ von Arne Jacobsen. Auch Arbeiten von Le Corbusier und Walter Knoll wurden verwendet. Das ehemalige Hallenbad wurde zu einem Fitness- und Wellnessbereich, das Restaurant Vierländer Stuben zu einer Tagungs- und Veranstaltungsfläche und die Bar im 27. Stock zu einer Fläche für Empfänge umgebaut. Dafür wurden an anderer Stelle neue Gastronomieflächen erschaffen. Lediglich das inzwischen geschlossene polynesische Restaurant Trader Vic’s blieb während des Umbaus, der 54 Millionen Euro kostete, erhalten.

## Filme
Für die Schlussfolgen der ZDF-Fernsehserie Timm Thaler diente das Hotel und seine Umgebung als Drehort.